# 10 de Tevet
10 de Tevet (hebreo: עשרה בטבת, Asarah b'Tevet), el décimo día del mes hebreo de Tevet. Ocurre generalmente a fines de diciembre o principios de enero. Una de las conmemoraciones menos conocidas en el calendario hebreo, la del Ayuno del Diez de Tevet. El mismo marcó el comienzo del fin para la historia del Primer Estado que tuvo el pueblo judío, pues en esa fecha decidió el rey babilónico Nabucodonosor II poner sitio definitivo a Jerusalén. La destrucción del Primer Templo, aquel construido por el Rey Salomón, se acercaba inexorablemente. Según la tradición judía, el 10 de Tevet se ayuna desde el alba hasta el anochecer (aparición de 3 estrellas). Jerusalén, ciudad amurallada, resistió el sitio, con todo lo que eso significa, durante 6 meses.